# Barytonová kytara

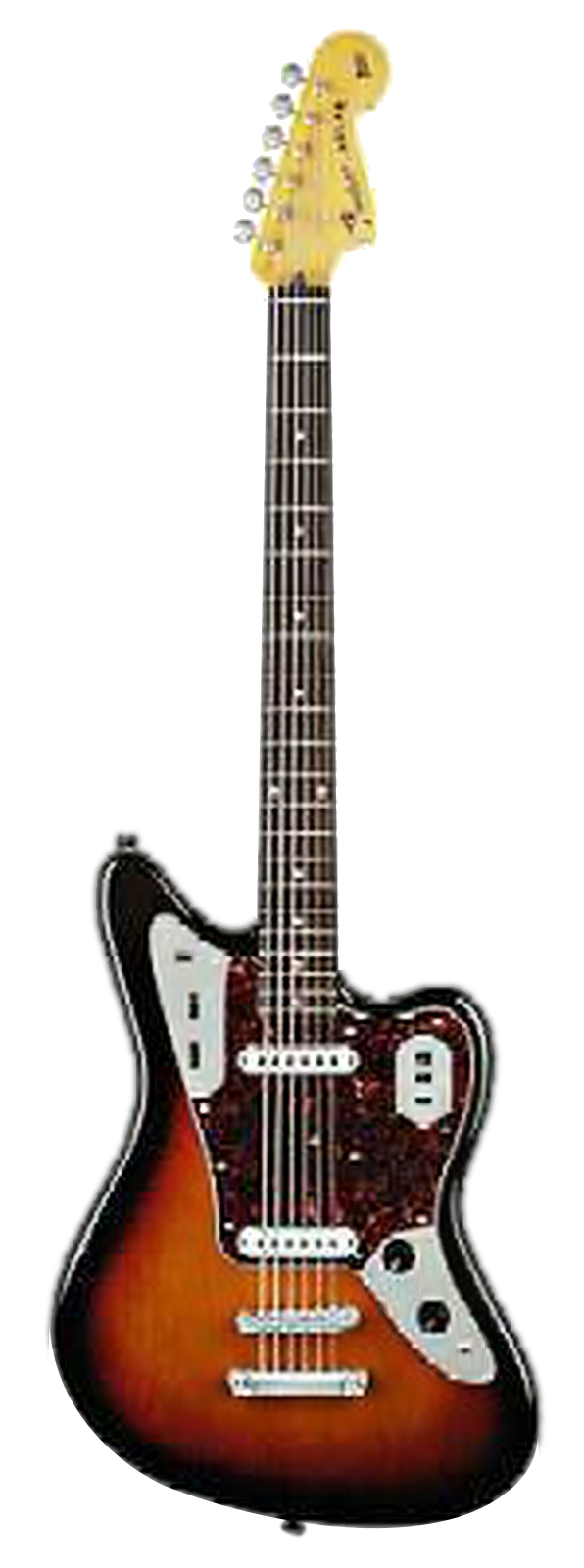
Barytonová kytara Fender

Barytonová kytara je druh kytary s delší mensurou, která se ladí níž oproti klasické kytaře. Zatímco klasická kytara má obvykle ladění strun E, A, D, G, H, E, pro barytonovou kytaru je typické ladění H, E, A, D, F#, H a zní tedy o čistou kvartu níž.

První elektrickou barytonovou kytaru na trh přivedla americká firma Danelectro ke konci padesátých let dvacátého století. Tento typ kytary použil například Brian Wilson v písni „Dance, Dance, Dance“ skupiny The Beach Boys.